# Europees kampioenschap trial 2018

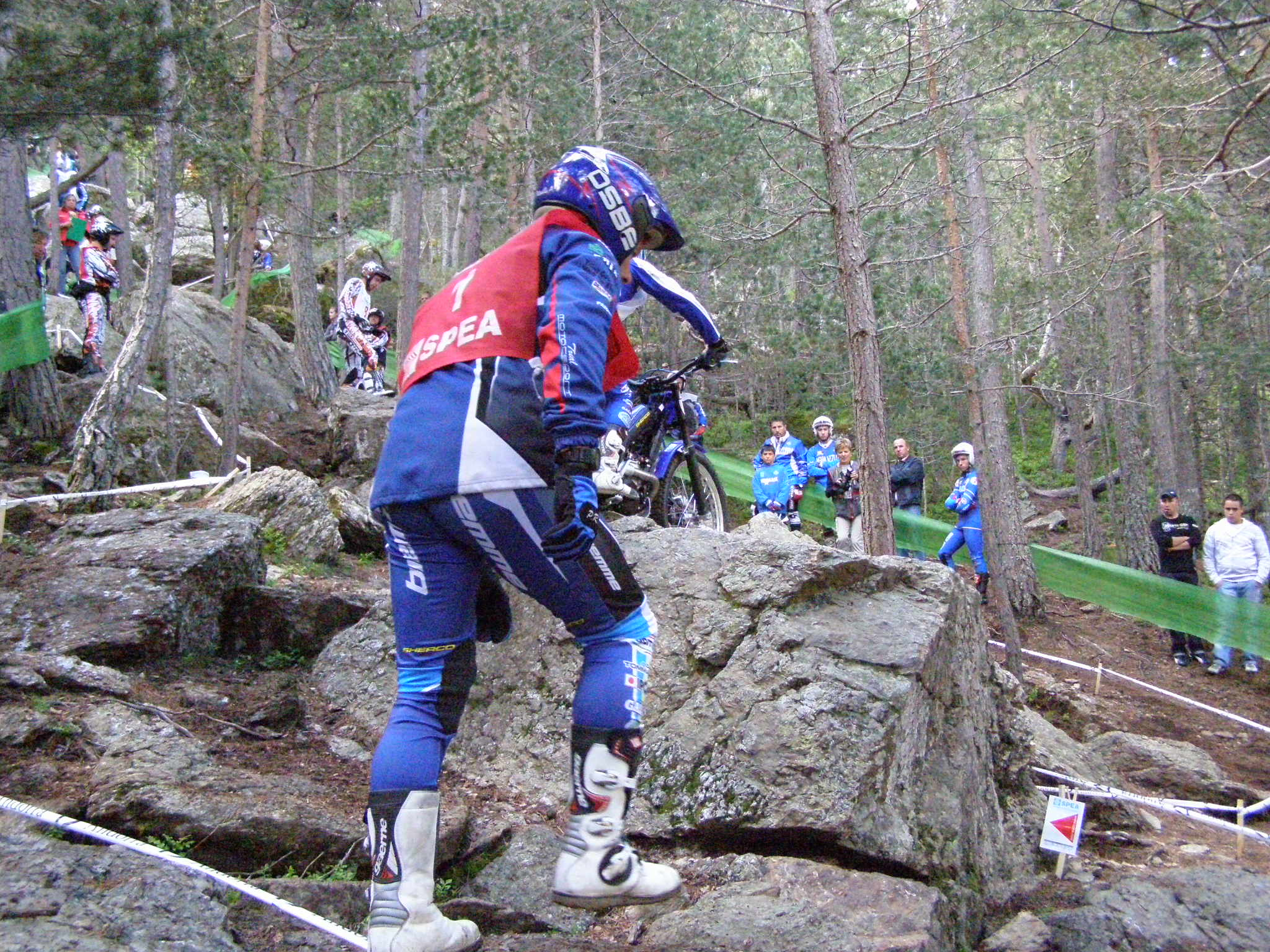
Europees kampioen 2018 Matteo Grattarola

Het Europees kampioenschap trial 2018 was een Europees kampioenschap dat verreden werd tussen 8 april en 12 augustus 2018. Bij dit FIM trialkampioenschap kwamen de rijders in vijf wedstrijden uit. De Italiaan Matteo Grattarola won vier van de vijf wedstrijden en nam de titel over van de Europees kampioen uit 2017, de Catalaan Arnau Farré.

## Klassement
| Nr. | Naam                                | Spanje (Castellolí) 8 april | Frankrijk (Isola 2000) 7 juli | Frankrijk (Isola 2000) 8 juli | Italië (Santo Stefano d'Aveto) 5 augustus | België (Bilstain) 12 augustus | Totaal |
| --- | ----------------------------------- | --------------------------- | ----------------------------- | ----------------------------- | ----------------------------------------- | ----------------------------- | ------ |
| 1   | Matteo Grattarola (Montesa)         | 100                         | 100                           | 85                            | 100                                       | 100                           | 485    |
| 2   | Fransesc Moret (Montesa)            | 85                          | 85                            | 70                            | 70                                        | 60                            | 370    |
| 3   | Dan Peace (GasGas)                  | 45                          | 50                            | 40                            | 85                                        | 85                            | 305    |
| 4   | Marc Riba (TRRS)                    | 60                          | 70                            | 25                            | 55                                        | 70                            | 280    |
| 5   | Jack Peace (GasGas)                 | 50                          | 55                            | 50                            | 45                                        | 50                            | 250    |
| 6   | Aniol Gelabert (Scorpa)             | 70                          | 35                            | 35                            | 40                                        | 55                            | 235    |
| 7   | Toby Martyn (Montesa)               | 55                          | 60                            | 100                           |                                           |                               | 215    |
| 8   | Teo Colairo (GasGas)                | 18                          | 30                            | 60                            | 50                                        | 40                            | 198    |
| 9   | Ib Vergard Andersen (GasGas)        | 40                          | 40                            | 55                            | 22                                        | 35                            | 192    |
| 10  | Sondre Haga (TRRS)                  | 20                          | 45                            | 30                            | 16                                        | 45                            | 156    |
| 11  | Pietro Petrangeli (Sherco)          | 30                          | 18                            | 20                            | 60                                        | 25                            | 153    |
| 12  | Quenten Carles De Caudemberg (Beta) | 25                          | 22                            | 45                            | 35                                        | 16                            | 143    |
| 13  | Lorenzo Gandola (Scorpa)            | 12                          | 10                            | 10                            | 30                                        | 30                            | 92     |
| 14  | Max Faude (Beta)                    | 16                          | 12                            | 16                            | 25                                        | 22                            | 91     |
| 15  | Martin Kroustek (TRRS)              | 22                          | 16                            | 18                            | 14                                        | 20                            | 90     |
| 16  | Martin Matejicek (GasGas)           | 9                           | 20                            | 22                            | 12                                        | 18                            | 81     |
| 17  | Andrea Riva (Sherco)                | 14                          | 25                            | 14                            | 20                                        |                               | 73     |
| 18  | Peter Bjerlin (GasGas)              | 10                          | 14                            | 12                            | 10                                        | 14                            | 60     |
| 19  | Hakon Pedersen (GasGas)             | 35                          |                               |                               |                                           |                               | 35     |
| 20  | Paul Reumschussel (GasGas)          | 7                           |                               |                               | 9                                         | 12                            | 28     |
| 21  | Stefano Garnero (TRRS)              |                             |                               |                               | 18                                        |                               | 18     |
| 22  | Randy Kerstjens (GasGas)            | 5                           |                               |                               | 8                                         |                               | 13     |
| 23  | Sergio Ribau (Beta)                 | 8                           |                               |                               |                                           |                               | 8      |
| 24  | Gerard Trueba (Beta)                | 6                           |                               |                               |                                           |                               | 6      |
| 25  | Oliver Smith (GasGas)               | 4                           |                               |                               |                                           |                               | 4      |
| 26  | Julian Berntsen (GasGas)            | 3                           |                               |                               |                                           |                               | 3      |